# Slađana Mirković
Slađana Mirković est une joueuse de volley-ball serbe née le 7 octobre 1995 à Užice. Elle mesure 1,85 m et joue au poste de passeuse. Elle totalise 54 sélections en équipe de Serbie.

## Biographie
Le 11 mars 2025, elle remporte la Challenge Cup après la victoire de son équipe de Rome lors du match retour de la finale face au Chieri '76.

## Clubs
| Club                | De        | À         |
| ------------------- | --------- | --------- |
| OK Partizan Vizura  | 2011-2012 | 2014-2015 |
| ŽOK Dinamo          | 2015-2016 | 2015-2016 |
| Telekom Bakou       | 2016-2017 | 2016-2017 |
| KPS Chemik Police   | 2017-2018 | 2018-2019 |
| Volley Bergamo      | 2019-2020 | 2019-2020 |
| Eczacıbaşı İstanbul | 2020-2021 | …         |

## Palmarès

### Équipe nationale
- Championnat d'Europe
  - Vainqueur : 2017, 2019.
- Championnat d'Europe des moins de 20 ans
  - Finaliste : 2012.

### Clubs
- Championnat de Serbie
  - Vainqueur : 2014, 2015.
- Coupe de Serbie
  - Vainqueur : 2015.
  - Finaliste : 2013, 2014.
- Supercoupe de Serbie
  - Vainqueur : 2013, 2014.
- Championnat d'Azerbaïdjan
  - Vainqueur : 2017.
- Championnat de Pologne
  - Vainqueur : 2018.
- Coupe de Pologne
  - Vainqueur : 2019.
- Supercoupe de Pologne
  - Finaliste : 2017, 2018.
- Supercoupe de Turquie
  - Vainqueur: 2020.

### Distinctions individuelles
- Championnat d'Europe féminin de volley-ball des moins de 20 ans 2012: Meilleure passeuse.
- Championnat du monde de volley-ball féminin des moins de 20 ans 2013: Meilleure passeuse[5].